# Internationaler Schiedsrichter für Schachkomposition
Der Internationale Schiedsrichter für Schachkomposition oder Internationale Preisrichter für Schachkomposition  (engl. International Judge of Chess Compositions (IJCC)) ist ein von der FIDE über den Dachverband der FIDE für Schachkomposition (WFCC) an Einzelpersonen verliehener Titel, die bereits mehrere Turniere für Schachprobleme oder Schachstudien beurteilt haben und selbst schon Auszeichnungen für eigene Kompositionen in Turnieren erringen konnten, so dass sie demzufolge in der Lage bzw. befähigt sind, solche Auszeichnungen auch auf höchstem Niveau zu vergeben.
Die verbindlichen Vergaberichtlinien des Titels sind in der Satzung der WFCC (Annex IIId) festgelegt. Der Titel gilt vom Tag der Verleihung ein ganzes Leben; kann aber in ganz besonderen Ausnahmefällen – grober Missbrauch bei der Verwendung oder grober Verstoß gegen die Ethik des Titels – nach endgültiger Bestätigung durch die Generalversammlung der FIDE widerrufen werden.
Der Titel wurde erstmals im Jahre 1956 vergeben. In der Vergangenheit wurde etlichen bekannten Schachspielern mit Turnierpraxis, wie z. B. Michail M. Botwinnik, Wassili W. Smyslow, Dawid Bronstein, Paul Keres, Juri L. Awerbach und Wolfgang Unzicker, dieser Titel verliehen. Heutzutage wird der Titel bedingt durch die nunmehr geschichtlich vollzogene Trennung von Partie- und Problemschach an Personen vergeben, die weitestgehend in der Turnierpraxis der Schachpartie (und damit zwangsläufig auch der breiten Öffentlichkeit) unbekannt sind. Unabhängig davon sind viele Komponisten aufgrund der offiziellen Vergaberichtlinien und ihrer problemschachlichen Tätigkeit gleichzeitig sowohl internationale Richter als auch „Internationale Meister für Schachkomposition“, wobei zumeist der Schiedsrichter-Titel zuerst verliehen wurde, wie z. B. für Anatoli G. Kusnezow, Alexander Hildebrand, György Bakcsi und Norman Macleod sowie für die deutschen Schachkomponisten Herbert Ahues, Franz Pachl und Werner Speckmann, um nur einige zu nennen.